# Lee Sang-hup
Lee Sang-hup (hangul: 이상협), född 3 augusti 1986 i Yongin, är en sydkoreansk fotbollsspelare. Han spelar för Seongnam FC i K League Classic på lån från Jeonbuk Hyundai Motors. Tidigare spelade han för FC Seoul, Jeju United, Daejeon Citizen och Sangju Sangmu.